# Wojciech Otton Fleck
Wojciech Otton Fleck wł. Otton Wojciech Fleck, urodzony jako Wojciech Romuald Fleck (ur. 4 sierpnia 1903 w Warszawie, zm. 21 kwietnia 1972 w Zakopanem) – polski malarz.

## Życiorys

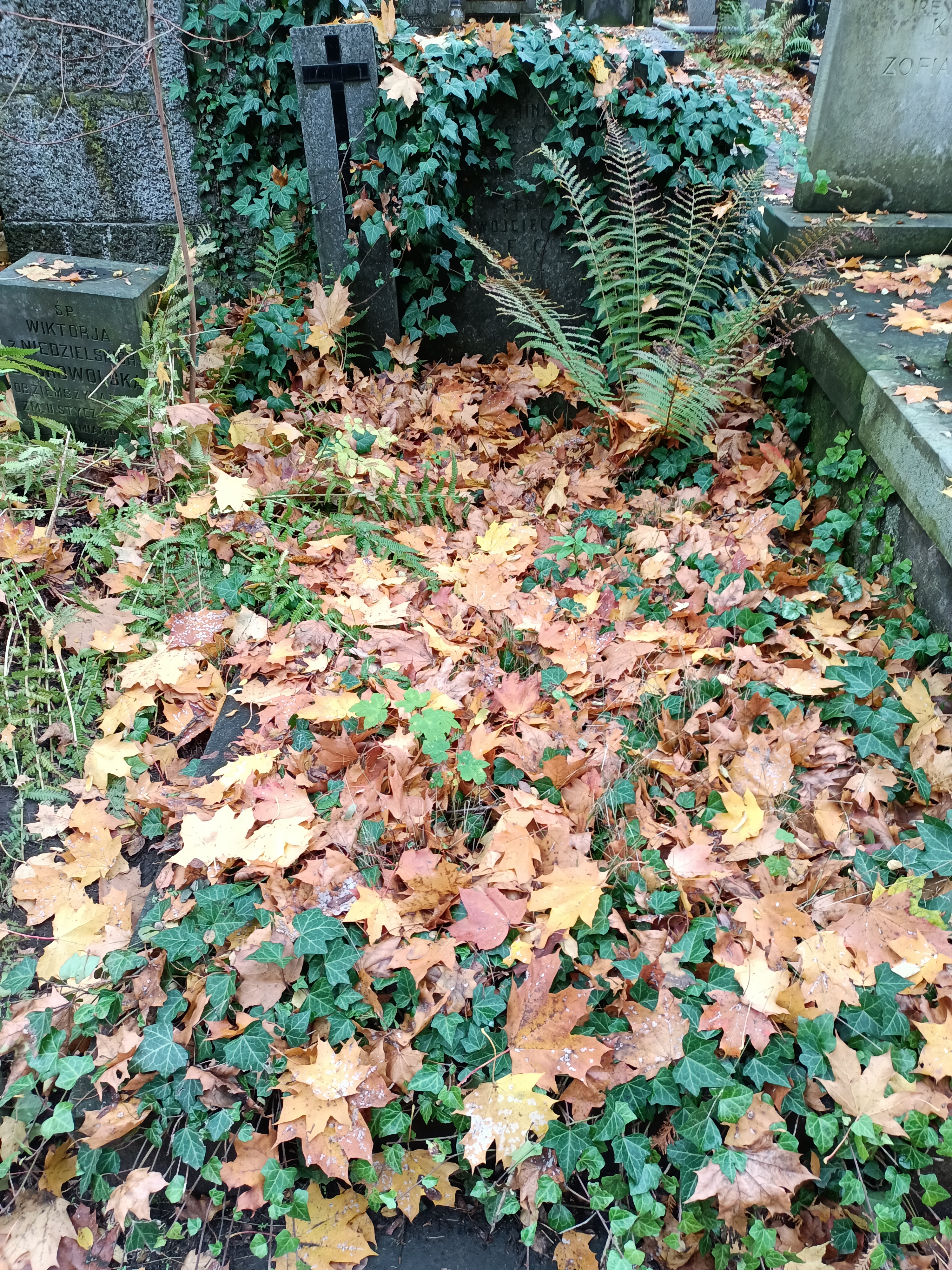
Grób Wojciecha Flecka na Cmentarzu Powązkowskim

Urodził się w Warszawie. Był wnukiem litografa Juliusza Volkmara Flecka (ok. 1814–1888), którego ojciec przybył do Polski z Colditz w Saksonii oraz Antoniego Szustra, krewnego litografa Franciszka Szustra. Ojcem Wojciecha, był natomiast Otton Fleck (1843–1908) – litograf oraz dyrektor Towarzystwa Akcyjnego S. Orgelbranda, który zmarł gdy ten miał zaledwie 5 lat.
W latach 1924–1929 kształcił się w Szkole Sztuk Pięknych w Warszawie pod kierunkiem między innymi profesorów Karola Tichego, Władysława Skoczylasa, Wojciecha Jastrzębowskiego i Józefa Czajkowskiego. Dyplom uzyskał w 1929 roku, a następnie wyjechał w podróż zagraniczną do Hiszpanii, Francji i Włoch. W okresie międzywojennym, Fleck prezentował swoje obrazy na wystawach zagranicznych w Wiedniu, Berlinie, Oslo i Essen.
W trakcie II wojny światowej przeżył powstanie warszawskie, po którym trafił do Dulagu w Pruszkowie. Następnie na stałe związał się z Zakopanem, gdzie mieszkał do końca życia. Od 1945 do 1950 roku był pracownikiem Urzędu Miasta w funkcji kierownika sali wystawowej Bazaru Polskiego. Od 1950 do 1964 roku był kierownikiem Centralnego Biura Wystaw Artystycznych (CBWA) Delegatura w Zakopanem, zaś od 1964 do 1968 roku Biura Wystaw Artystycznych, pozostając na stanowisku kierownika do czasu przejścia na emeryturę. Od 1947 do 1949 roku Fleck pełnił także funkcję sekretarza w Związku Polskich Artystów Plastyków (ZPAP) Oddział Zakopane. W pierwszych latach po wojnie był jednym z wiodących twórców w zakopiańskim ZPAP oraz z najważniejszych i najaktywniejszych twórców środowiska zakopiańskiego. Jego prace prezentowane były na wystawie zakopiańskich plastyków określanych jako Grupa X w BWA w Sopocie w 1957 roku oraz kolejnych składach znanych jako Grupa XI (wystawa w Zakopanem i Poznaniu w 1958). Swoje prace prezentował również na I i II Salonie Marcowym. W 1963 roku jego prace zostały zaprezentowane na wystawie indywidualnej w warszawskiej Galerii Kordegarda.
Zmarł 21 kwietnia 1972 w swojej pracowni, w wyniku choroby nowotworowej. Został pochowany na Starych Powązkach w Warszawie (kwatera 248; rząd 5; miejsce 6).

## Dorobek
Wojciech Fleck zasłynął głównie jako twórca pejzaży oraz martwych natur. W swojej twórczości nie stronił jednak od portretów i kompozycji figuralnych. Jako malarz ceniony był przede wszystkim jako kolorysta. W swojej działalności artystycznej zajmował się także grafiką. W jego pracach pojawiały się również motywy krajobrazów tatrzańskich np. Wiatr halny (większy z 1965 i mniejszy z 1970).
Prace Wojciecha Flecka prezentowane były na wystawach zbiorowych i indywidualnych, w tym głównie w Warszawie, Krakowie i Zakopanem. Już po śmierci artysty poświęcono mu między innymi wystawę pt. „Galeria Wojciecha Flecka. Niespełnione marzenie Tadeusza Litawińskiego” w Muzeum Nadwiślańskim w Kazimierzu Dolnym w Oddziale Kamienica Celejowska. Wystawa ta towarzyszyła ekspozycji „Aby to piękno służyło innym” w Gmachu Głównym Muzeum Nadwiślańskiego. Na wystawie prezentowane były prace ze zbiorów Muzeum Katolickiego Uniwersytetu Lubelskiego oraz prywatnej kolekcji Ewy i Pawła Boguta. Kolekcja ta prezentowana była następnie w 2017 roku na wystawie poświęconej twórczości Flecka w Wolskim Centrum Kultury w Warszawie.
Pośmiertnie prace Wojciecha Flecka prezentowane były również na wystawach zbiorowych. W 2018 roku jego prace znalazły się na wystawie pt. „Salon Marcowy 2018” w Miejskiej Galerii Sztuki im. Władysława hr. Zamoyskiego w Zakopanem prezentującej prace wybranych artystów, którzy uczestniczyli w pierwszych edycjach Salonów w latach 1958–1969 i związani byli z tzw. „awangardą zakopiańską”. W 2019 jego prace znalazły się na wystawie pt. „Kierunek sztuka” prezentowanej w Apartamentach Cesarskich Zamku Książ w Wałbrzychu (wystawa zbiorów Muzeum Katolickiego Uniwersytetu Lubelskiego).
W 2021 roku miała miejsce wirtualna wystawa pt. „Fleck&Fleck Dialog Międzypokoleniowy” zorganizowana staraniem Fundacji Pokolenia Pokoleniom i Stowarzyszenie Policultura przy wsparciu Fundacji Współpracy Polsko-Niemieckiej. Wystawa poświęcona była twórczości Wojciecha Flecka oraz spokrewnionego z nim malarza Bogusława Flecka.
Obrazy autorstwa Wojciecha Ottona Flecka znajdują się między innymi w zbiorach Muzeum Narodowego w Warszawie, Muzeum Narodowego w Krakowie, Muzeum Okręgowego im. Leona Wyczółkowskiego w Bydgoszczy, Muzeum Tatrzańskiego im. dra Tytusa Chałubińskiego w Zakopanem oraz Muzeum Katolickiego Uniwersytetu Lubelskiego (pierwotnie prywatna kolekcja Tadeusza Litawińskiego, którego zbiory przekazała KUL jego żona – Olga Litawińska w 1987 roku). Za życia Wojciecha Flecka jego prace nabywali również prywatni kolekcjonerzy z Kanady, Austrii, Czechosłowacji, Włoch i Republiki Federalnej Niemiec.